# Urban AC
Urban Adult Contemporary är ett amerikanskt musikformat som enbart innehåller äldre R&B-sånger, nyare R&B-sånger i medeltempo ner till balladtempo samt klassiska Soul-sånger. 
Radiostationer som spelar formatet inriktar sig främst till den afroamerikanska publiken och därför är artisterna som spelas oftast afroamerikaner. Dessa radiostationer har ofta slogans som; "Dagens R&B och klassisk soul", "Den bästa varieteten av R&B-hits" osv. Formatet designades av Barry Mayo när han, Lee S. Simonson och Bill Pearson organiserade "Broadcast Partners" under 1988.

## Populära artister inom formatet
- Toni Braxton
- Whitney Houston
- Luther Vandross
- Dionne Warwick
- Patti LaBelle
- Kem
- Regina Belle
- Robin Thicke
- Sade
- Aretha Franklin
- Janet Jackson
- Brian McKnight
- Teena Marie
- Mary J. Blige
- Deborah Cox